# AIFV
AIFV (Armored Infantry Fighting Vehicle) は、1960年代にM113装甲兵員輸送車をベースに開発された装軌式歩兵戦闘車である。
AIFVの開発はアメリカ合衆国のFMCコーポレーションで行われたが、アメリカ陸軍はより大型で強力なM2ブラッドレー歩兵戦闘車を採用し、本車は採用されなかった。しかしながらM113との部品の互換性やコストの安さを理由に、いくつかの輸出先で現在も運用されている。

## 概要
1967年、FMCコーポレーションはアメリカ陸軍の出資を元に、XM765歩兵戦闘車の2両の試作車を完成させた。XM765はFMCがアメリカ陸軍の歩兵戦闘車開発プログラムであるMICV-65計画に参入するためM113をベースに開発したXM734歩兵戦闘車の設計を更に発展させたもので、密閉式の銃塔を装備し、車体側面上部の傾斜部には銃眼を備える事で乗車戦闘の可能な歩兵戦闘車として設計されていた。ただ、アメリカ陸軍はXM765の性能には満足せず、車体を大型化したXM723歩兵戦闘車を経て、最終的にM2ブラッドレー歩兵戦闘車を採用する事となった。
FMCコーポレーションは自社のプライベートベンチャーとしてXM765の発展型の開発を続け、1970年にPI M113A1を発表した。この車両は車体前方に運転手とエンジン区画があり、その後ろの車体中央部に兵装部（銃塔あるいは砲塔部）があり、車長（指揮官）はその更に後方に位置する、というレイアウトであったが、このレイアウトには指揮官の前方視界が著しく悪いという問題があった。
FMC社はさらに再設計を行い、車体前方左舷に運転手、右舷にエンジン区画があり、運転手の後方に指揮官が位置し、指揮官の右側（つまり車体中央のやや右寄り）に砲塔部が位置する、というレイアウトの車両を開発し、これがAIFVの原型となった。
アメリカ軍は依然としてこの車両に興味を示さなかったが、AIFVがシンプルな構造でありブラッドレーに比べ軽量で安価である事を主な理由として、幾つかの国の軍や政府はこの車両に興味を持っていた。
何度かのデモンストレーションや試験用車両の提供などを経て、1975年にオランダ政府は880両のAIFVの導入を決定した。AIFVはオランダ軍ではYPR-765の形式が与えられた。オランダは最終的に2,079両を発注し、この内815両はオランダ国内でライセンス生産を行う契約となった。この後、オランダ軍のYPR-765にはYPR-2000と呼ばれる近代化改修プログラムが実施され、改修を受けた車両はYPR-765A1と呼ばれるようになった。YPR-765A1は増加装甲を装着した状態でアフガニスタンにも派遣されている。
フィリピン軍は1979年に45両のAIFVを取得した。フィリピン軍は本車の基本型である25mm機関砲装備型をAIFV-25と呼称した。
ベルギーは1979年に514両の導入契約（途中よりライセンス生産）を行い、1982年から受領を開始した。ベルギー向けのAIFVはAIFV-Bと呼ばれている。
トルコ軍は英国製ウォーリア装甲戦闘車等との比較試験の結果、1989年にAIFVの導入を決めた。計1,698両の導入契約が結ばれ、最初の285両はベルギーで生産され、残りの車両はトルコ国内で生産される事となった。最初の200両が納品された後、トルコ向けAIFVの納入仕様が変更され、エンジン出力強化や変速機の換装などが実施された。トルコで性能向上してライセンス生産されたAIFVはACV-15あるいはACV-300の名称でトルコ軍以外にも輸出されている。
韓国軍は1980年代初頭にAIFVをベースとした自国開発型としてKIFVを開発し、1985年から量産を開始した。

## バリエーション・派生型

### ベルギー
AIFV-B
M113A1-B（M113A2に類似）と同じサスペンション、NBCシステム、およびハロン消火システムが取り付けられた型式。余剰車両はチリ、インドネシア、フィリピンに販売された。
AIFV-B-C25
エリコンKBA-B02 25mm機関砲装備の基本IFV型。
AIFV-B-.50
M2 12.7mm重機関銃および71mm迫撃砲2基、ミラン対戦車ミサイル用マウントを装備した装甲兵員輸送車型。
AIFV-B-MILAN
ミラン対戦車ミサイル装備型。
AIFV-B-CP
指揮車両（コマンドポスト）型。
AIFV-B-TRG
運転訓練用の車両。

### オランダ
YPR-765 PRI(pantser-rups-infanterie)
エリコンKBA-B02 25mm機関砲装備の基本IFV型。pantser-rups-infanterieはオランダ語で"装甲・装軌・歩兵"の意味 。
YPR-765 PRI.50
M2 12.7mm重機関銃装備の装甲兵員輸送車型。
YPR-765 PRCO(pantser-rups-commando)
指揮車両（コマンドポスト）型。pantser-rups-commandoはオランダ語の"装甲・装軌・指揮"の意味。
YPR-765 PRCO-B
中隊指揮官向けの車両。PRIと同じ25mm機関砲塔を装備している。
YPR-765 PRCO-C-1
大隊指揮官向けの車両。M2 12.7mm重機関銃装備。
YPR-765 PRCO-C-2
大隊火器管制本部向けの車両。M2 12.7mm重機関銃装備。
YPR-765 PRCO-C-3
迫撃砲射撃管制用車両。M2 12.7mm重機関銃装備。
YPR-765 PRCO-C-4
ゲパルト対空戦車運用部隊向けの指揮管制用車両。M2 12.7mm重機関銃装備。
YPR-765 PRCO-C-5
砲兵隊向けの射撃観測用車両。M2 12.7mm重機関銃装備。
YPR-765 PRRDR(pantser-rups-radar)
観測用レーダー搭載車  。
YPR-765 PRRDR-C
レーダー運用部隊向けの指揮車両。
YPR-765 PRGWT(pantser-rups-gewondentransport)
装甲救急車型。
YPR-765 PRMR(pantser-rups-mortiertrekker)
自走迫撃砲型。フランス製120mm迫撃砲 RTを搭載。
YPR-765 PRV(pantser-rups-vracht)
輸送型。
YPR-765 PRAT(pantser-rups-anti tank )
BGM-71 TOW対戦車ミサイル搭載型。M901 ITVやLAV-ATと同型の装甲発射機"ハンマーヘッド"を装備する。
YPR-806 PRBRG(pantser-rups-berging)
装甲回収車型。アメリカ陸軍によりM806の形式名が付与された車種で、本車の形式もYPR-806となっている。
YPR-765 KMAR(Koninklijke Marechaussee)
オランダ王立保安隊向けの車両。

### フィリピン
初期のオランダ仕様YPR-765相当の車両と、トルコで改修されたACV-15/ACV-300相当の車種の両方を運用している
AIFV-25
エリコンKBA-B02 25mm機関砲装備の基本型。YPR-765 PRIとほぼ同様。
AIFV-ARV
装甲回収車型。
ACV-300 APC
M2 12.7mm重機関銃装備の装甲兵員輸送車型。トルコ製の性能向上型。
ACV-300 ARV
装甲回収車型。トルコ製の性能向上型。

### トルコ

#### トルコ軍向け
ACV-15 AIFV
エリコンKBA-B02 25mm機関砲装備の基本型。
ACV-15 AAPC(advanced armored personnel carrier)
M2 12.7mm重機関銃装備の装甲兵員輸送車型。
ACV-ATV(armored TOW vehicle)
TOW対戦車ミサイル搭載型。ノルウェー製の装甲発射機"TUA"(TOW Under Armor)を装備する。
ACV-AMV(armored mortar vehicle)
自走迫撃砲型。81mm迫撃砲を搭載。

#### 国外販売用
120mm AMV
自走迫撃砲型。120mm迫撃砲を搭載。
ACV-IFV Sharpshooter
自国開発の新型砲塔"Sharpshooter"を搭載。マレーシア軍が"ACV-300 Adnan"の名称で採用した。
ACV with HMTS
ヘルファイア対戦車ミサイル搭載型。
ACV-300
出力300馬力のパワーパック搭載型の呼称。
ACV-350
出力350馬力のパワーパック搭載型の呼称。
ACV-S
車体を延長し転輪を片側6個に増やしたモデル。ヨルダン軍が採用。

### アラブ首長国連邦
アラブ首長国連邦の運用車種は全てトルコ製ACV-300ないしACV-350相当の車種である。
ACV-RV
装甲回収車型。
ACV-AESV
装甲工兵車型。
ACV-AFOV
砲兵観測車型。
ACV-ACPV
指揮車両型。

## 運用国

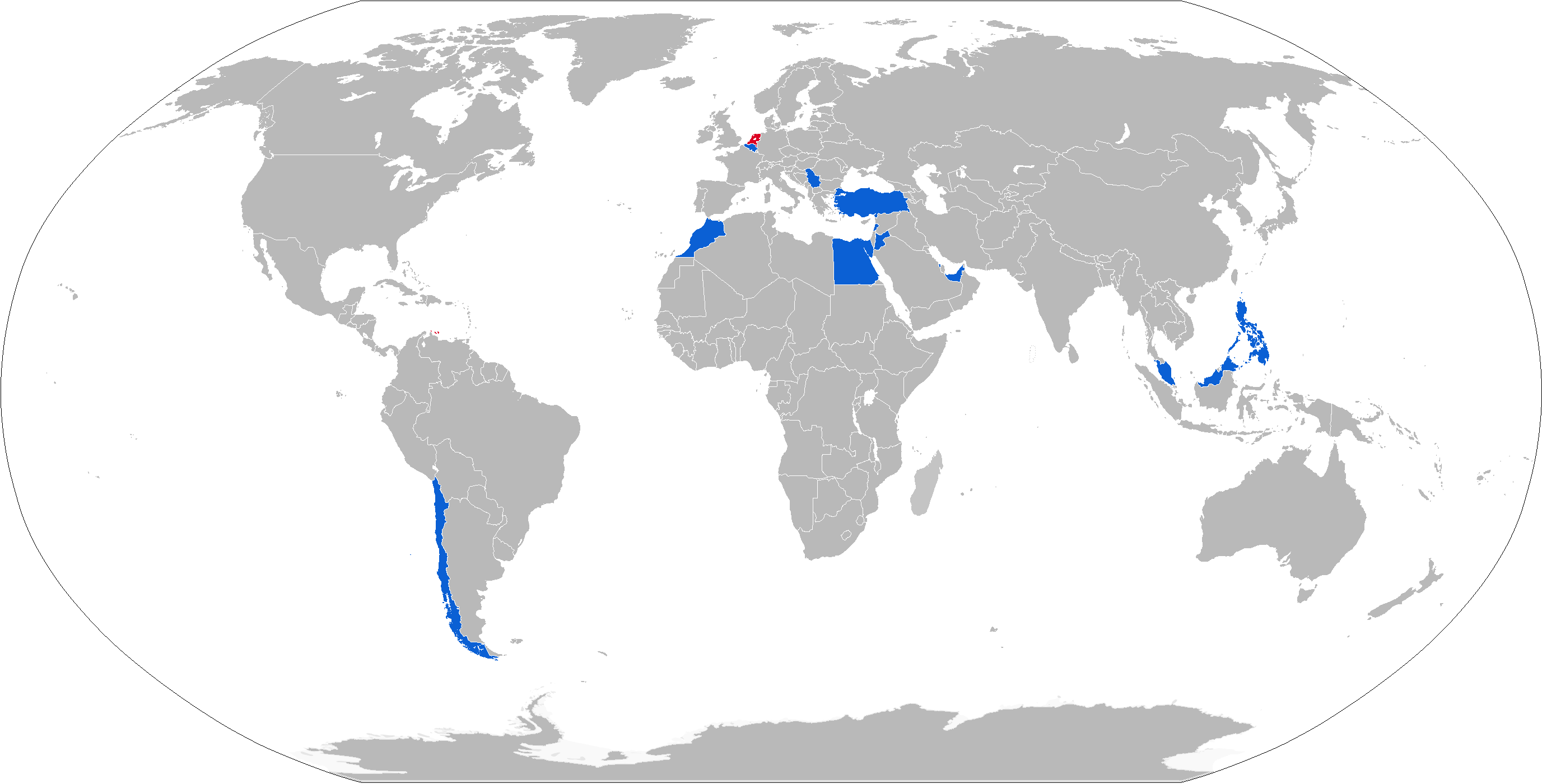
AIFVの運用国

- バーレーン

1996年に25両のYPR-765 PRIをオランダより購入。2008年にはベルギーからAIFV-BのIFV型を42両、APC型を8両購入。
- ベルギー

514両のうち190両を購入し以降は自国でライセンス生産。MOWAG ピラーニャIIIによって段階的に更新されている。
- チリ

YPR-765をオランダから、AIFV-Bをベルギーから購入。
- エジプト

1996年より総計1,000両以上をオランダおよびベルギーから購入。2024年時点で、エジプト陸軍が390両のYPR-765の歩兵戦闘車型と300両の戦車駆逐車型、さらにYPR-765の装甲兵員輸送車型およびM113装甲兵員輸送車を合わせて2000両保有している。
- ヨルダン

441両のYPR-765シリーズをオランダから、58両のAIFV-Bシリーズをベルギーから購入。また、トルコ製ACV-S 100両を導入。
- レバノン

16両のAIFV-B-C25をベルギーから購入。2024年時点で、レバノン陸軍が24両のAIFV-B-C25を保有。
- モロッコ

2008年に計90両のAIFV-B-C25およびAIFV-B-.50をベルギーから購入。2024年時点で、モロッコ陸軍が123両のYPR-765を保有。
- オランダ

2,000両以上を運用しておりアフガニスタンにも派遣していたが、段階的にCV 90、LGSフェネック、GTKボクサーに更新され、YPR-806 PRBRG (回収車型) およびYPR-765 KMAR (王立保安隊の車両)のみ運用を続けている。
- ウクライナ

2022年5月にオランダからYPR-765の供与を受け、対ロシア戦に実戦投入した。196両供与されたがバリエーションは不明。
- マレーシア

トルコ製ACV-15/ACV-300系(267両)および韓国製KIFVシリーズ(111両)を運用。
- フィリピン

45両のIFV型および6両のARV型を1979より米国から購入開始。2000年代にトルコ製ACV-300 APC 6両およびACV-300 ARV 1両を購入。
- トルコ

ライセンス生産した2,249両をトルコ軍で運用。1,380両のAAPC型、650両のIFV型、48両のATV型、170両のAMV型。
- アラブ首長国連邦

133両のACVシリーズをトルコより購入。
- セルビア

1両のYPR-765を国連治安維持活動に参加していたオランダ軍より奪った。

## 画像

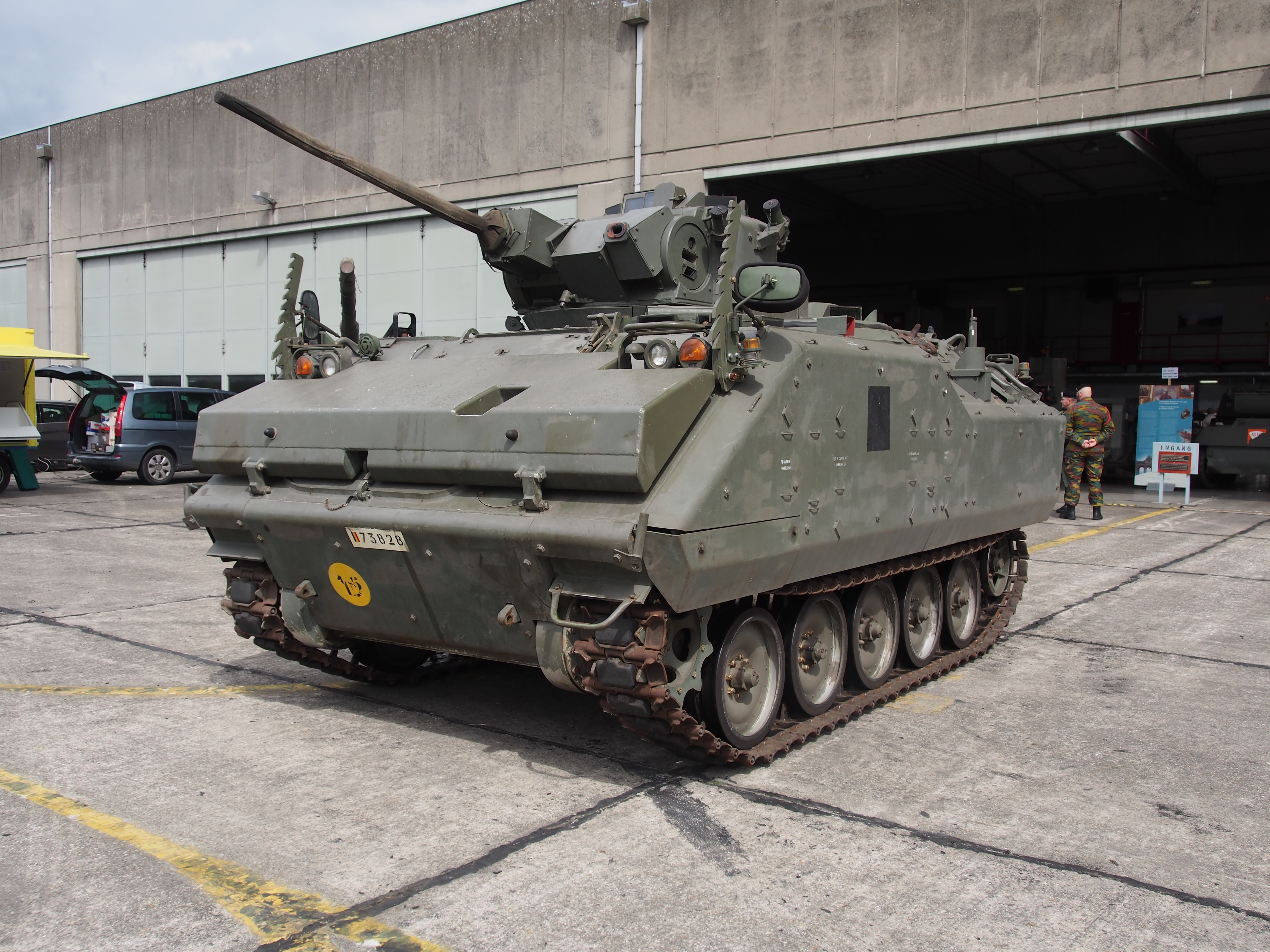
ベルギー軍のAIFV-B-C25
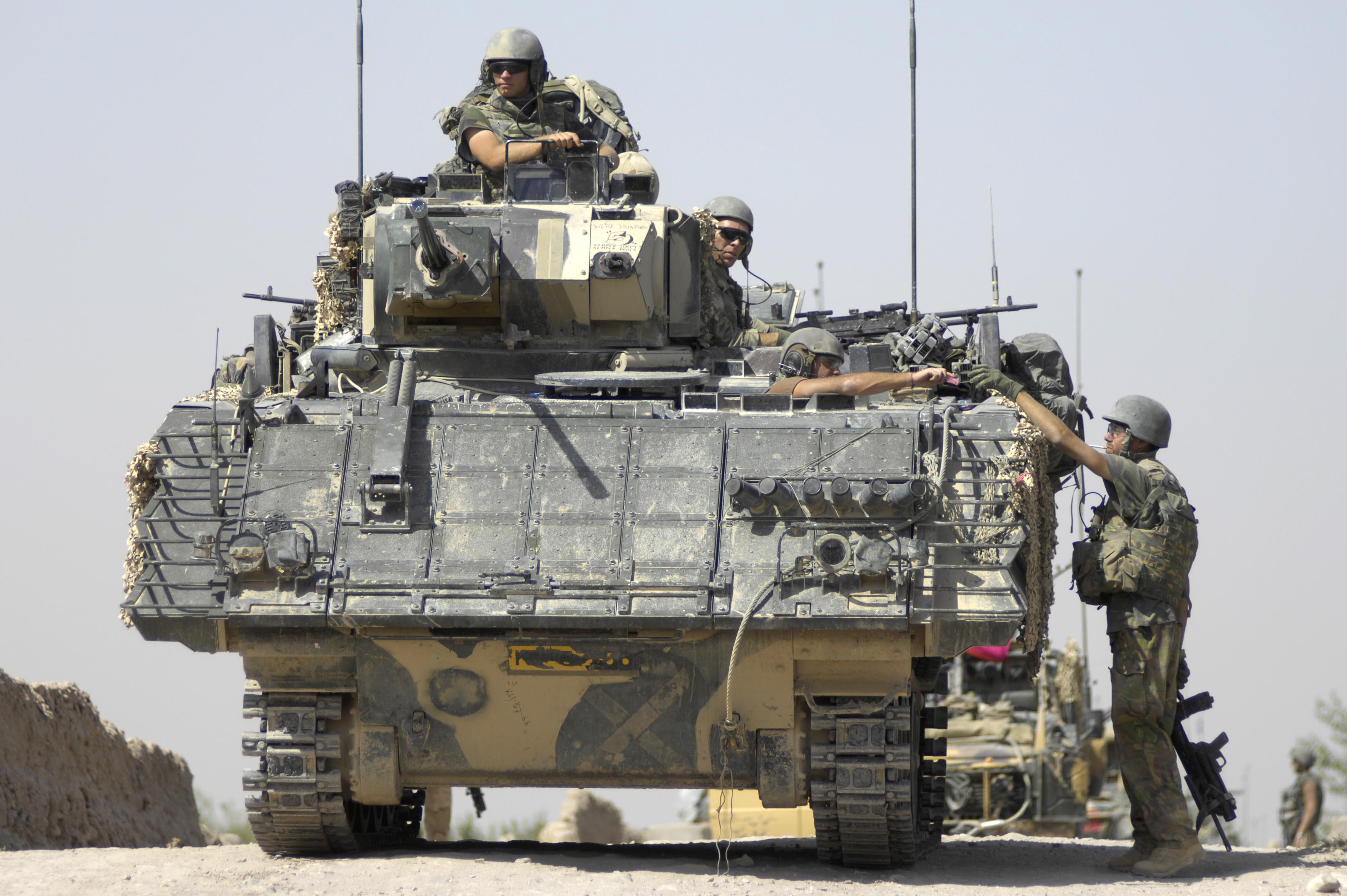
オランダ軍のYPR-765A1 PRI、アフガニスタン、2008年。
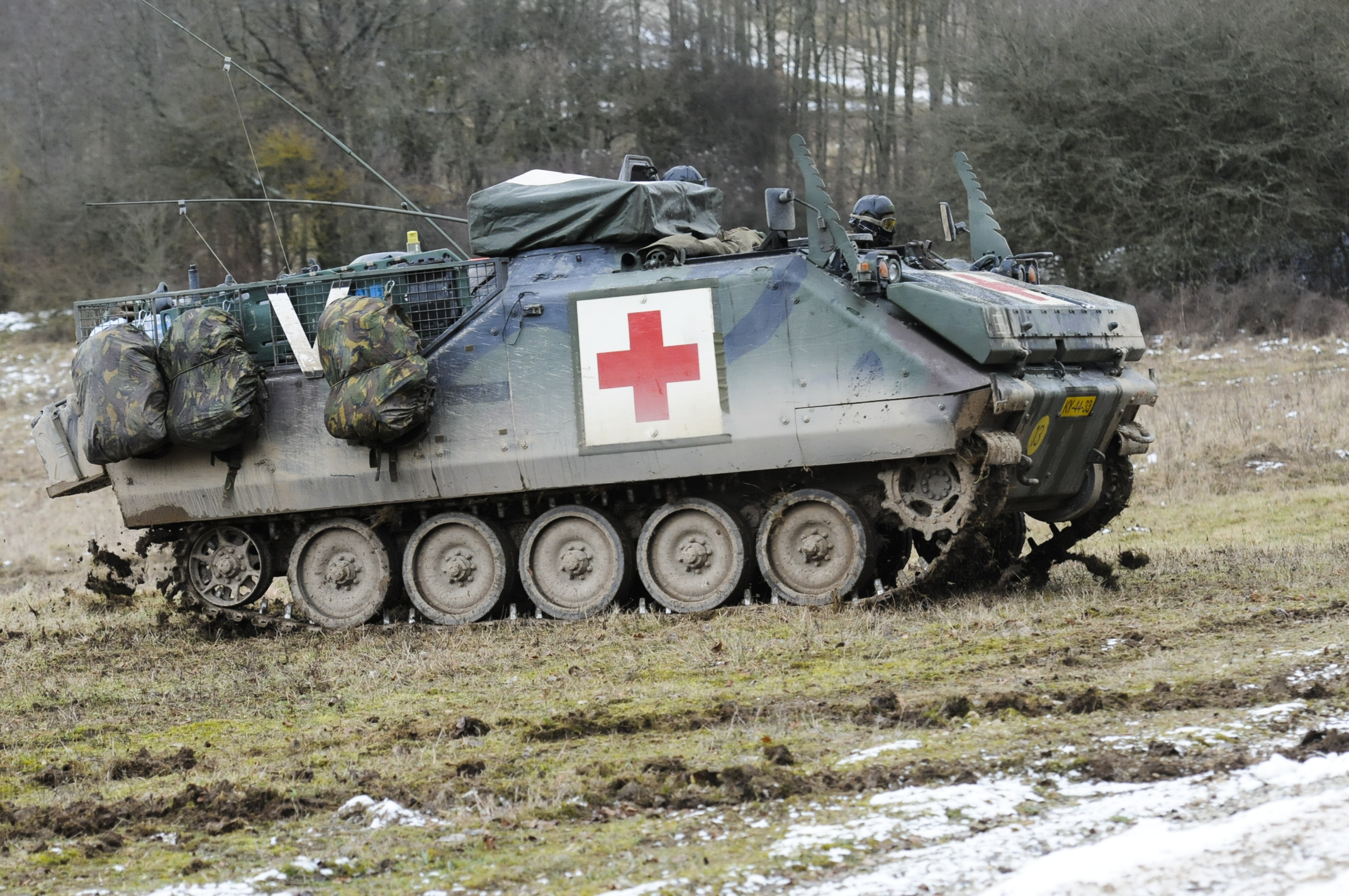
オランダ軍のYPR-765 PRGWT
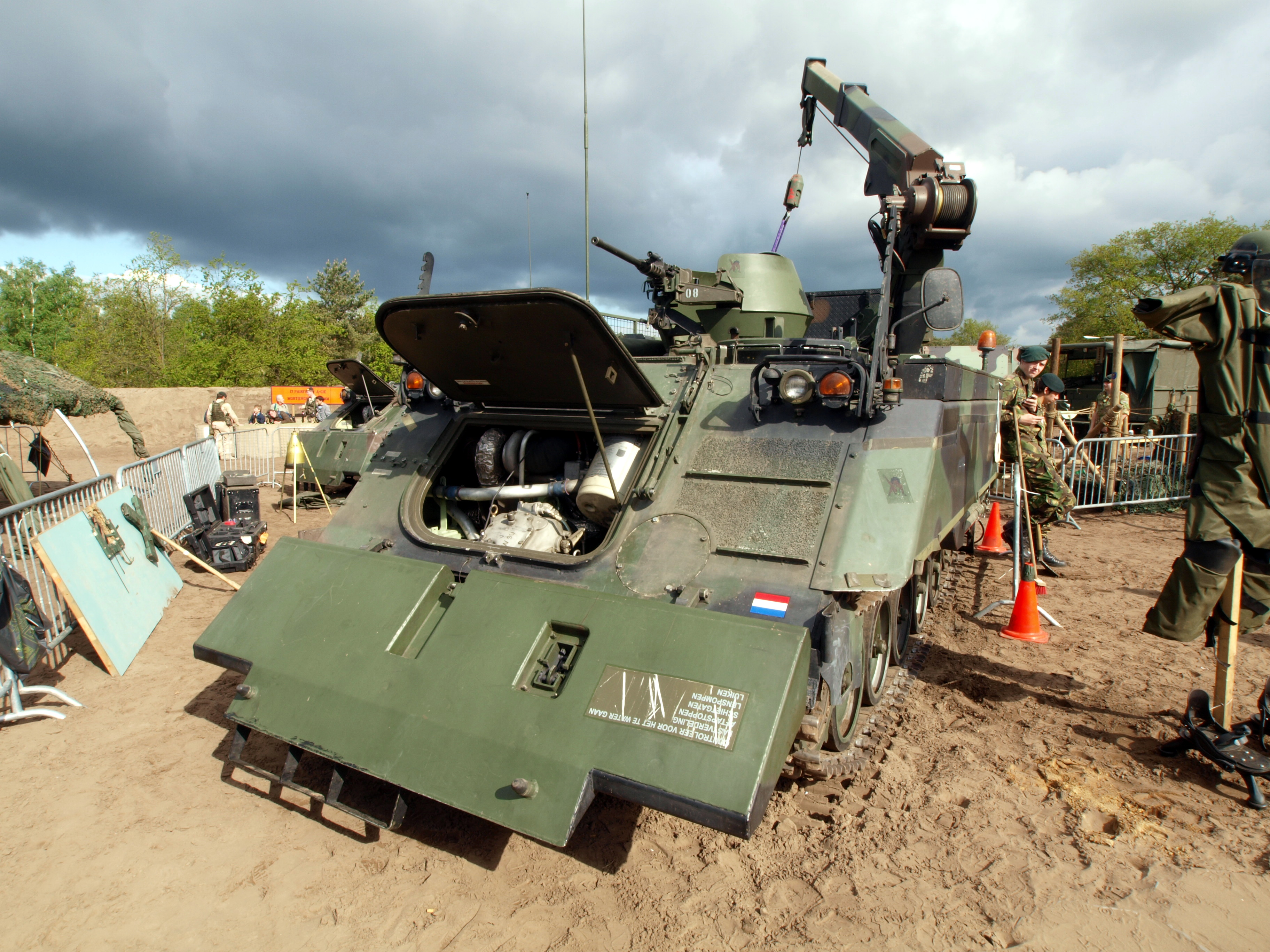
オランダ軍のYPR-806 PRBRG
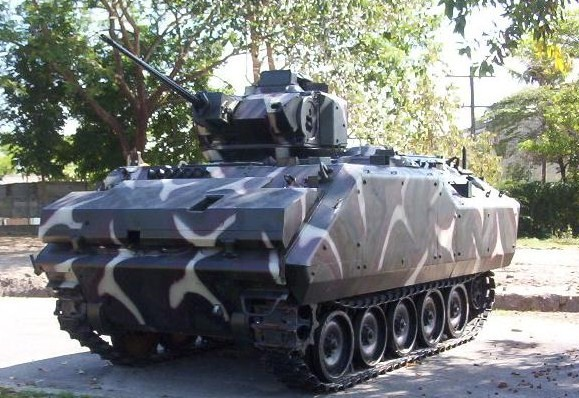
フィリピン軍のAIFV-25
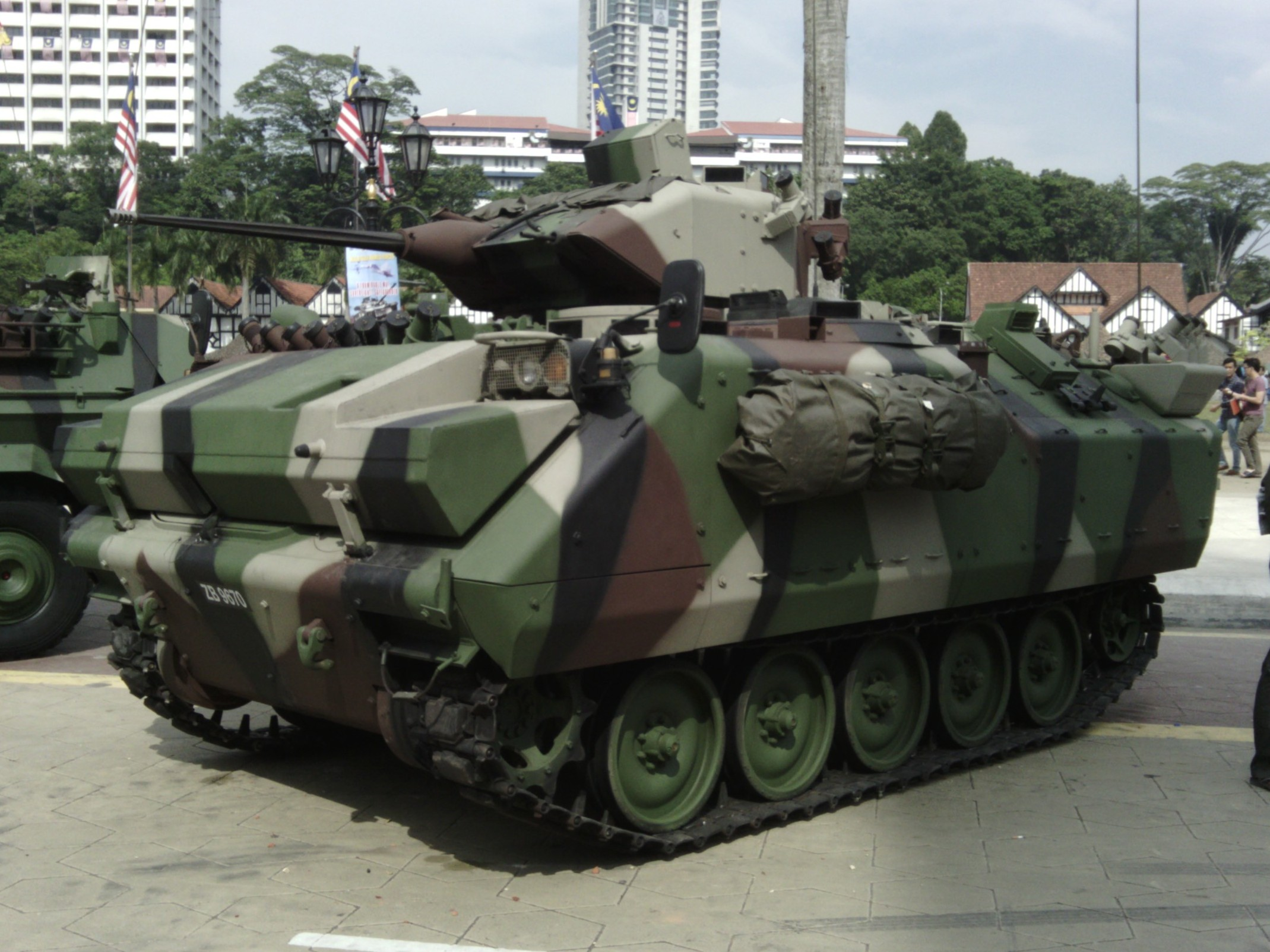
マレーシア軍のACV-300 Adnan
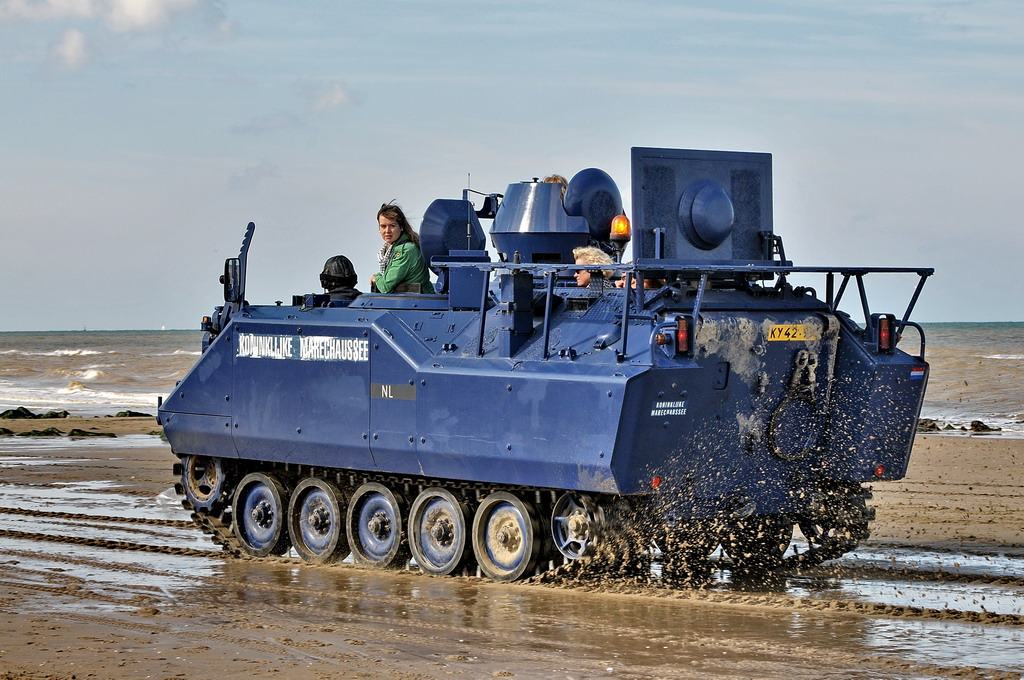
オランダ王立保安隊のYPR-765 KMAR
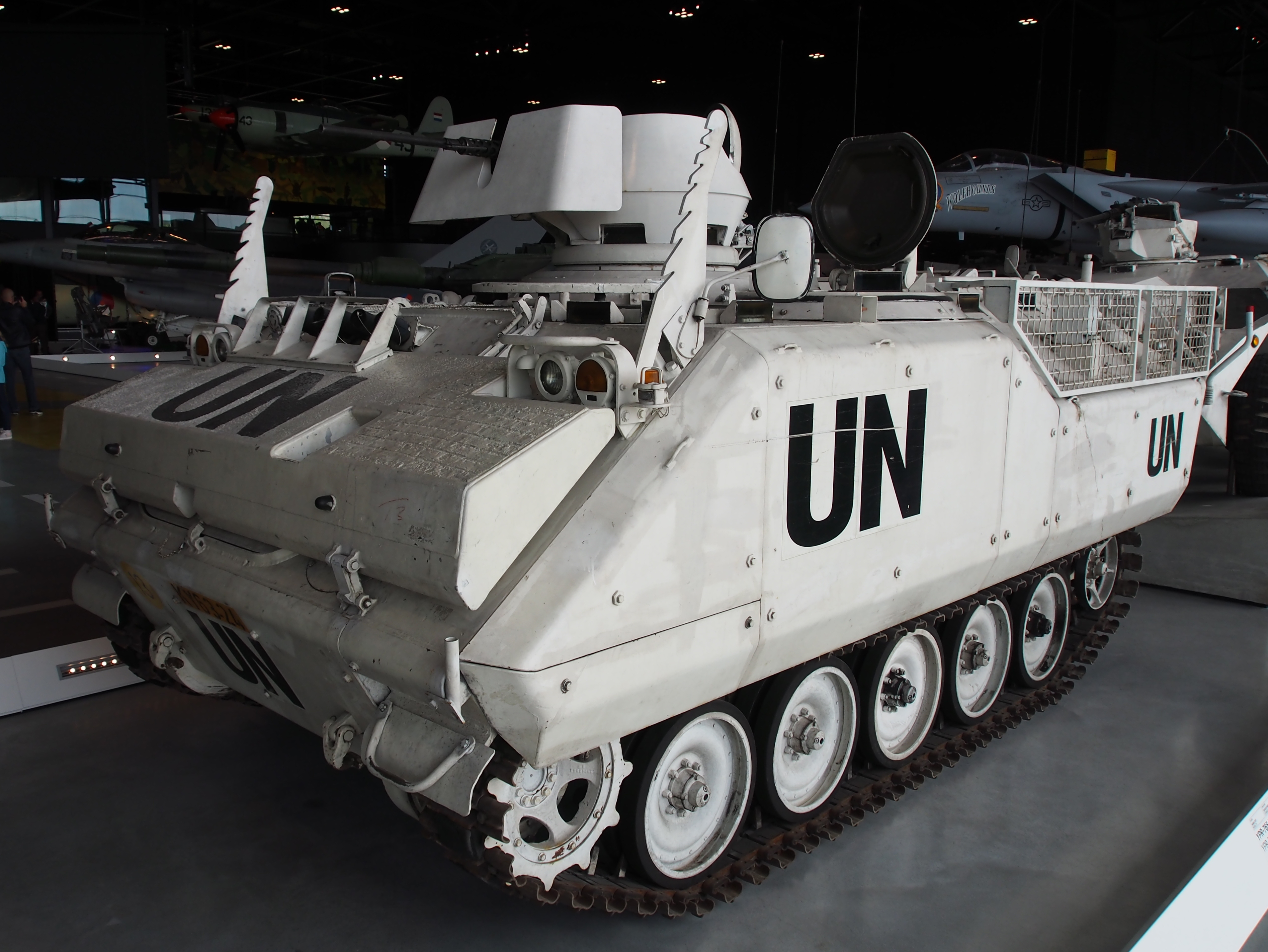
国連軍塗装のYPR-765 PRI.50
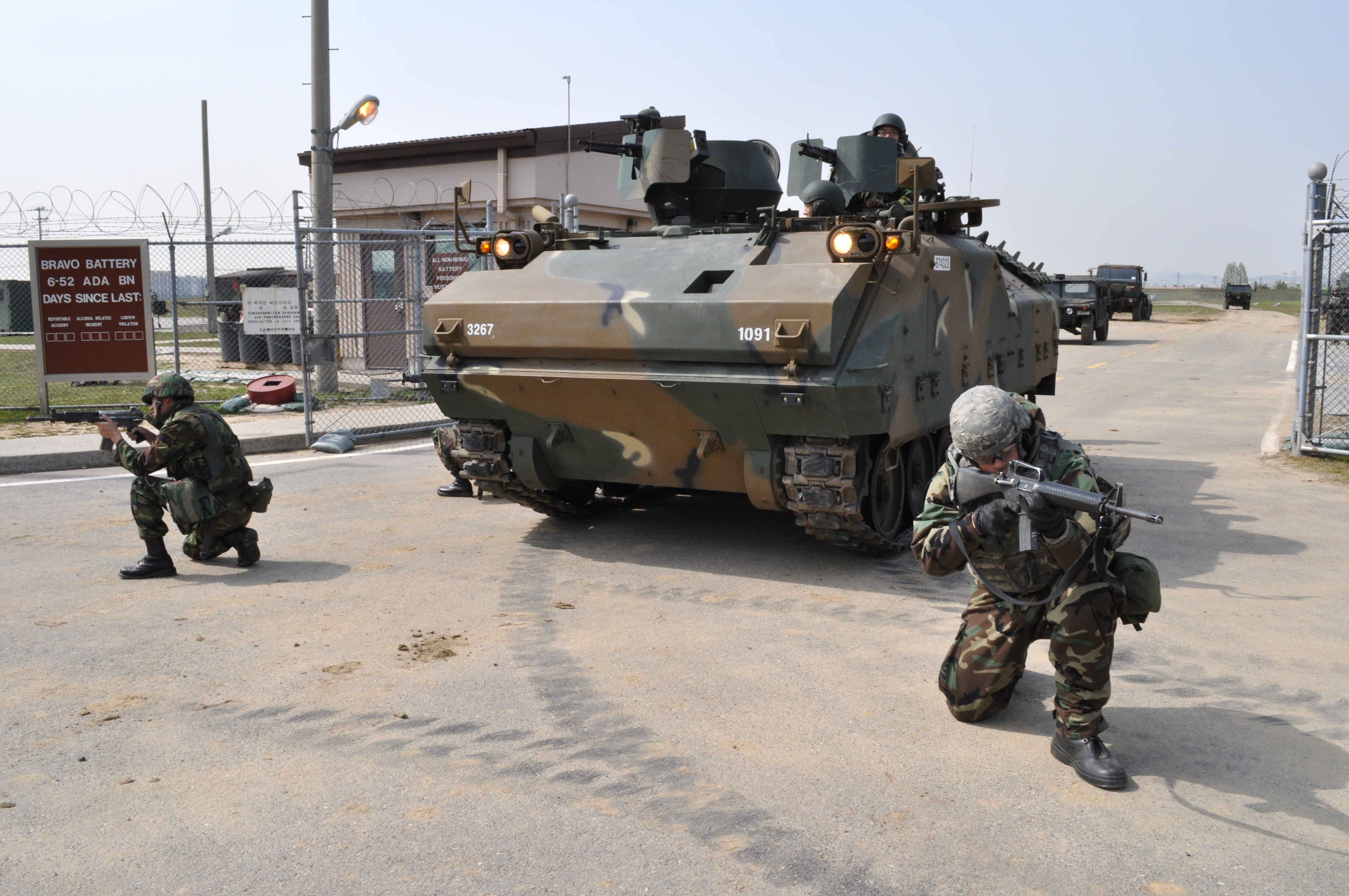
韓国軍のK200 KIFV